# 西山梨郡
西山梨郡是日本山梨县辖下的一个郡，下辖7村，已于1954年10月17日因所有管辖町村編入甲府市，而废除郡建置。

## 郡域
1878年（明治十一年）時西山梨郡包括以下區域。
- 甲府市一部分（除了荒川東部，不包括黑平町）